# Anastassija Pusakowa
Anastassija Sjarhejeuna Pusakowa (belarussisch Анастасія Сяргееўна Пузакова, wiss. Transliteration Anastasija Sjarheeŭna Puzakova, engl. Transkription Nastassia Puzakova; * 12. Dezember 1993 in Assipowitschy) ist eine ehemalige belarussische Leichtathletin, die sich auf den Hindernislauf spezialisiert hat.

## Sportliche Laufbahn
Erste internationale Erfahrungen sammelte Anastassija Pusakowa bei den 2010 erstmals ausgetragenen Olympischen Jugendspielen in Singapur, bei denen sie in 7:55,18 min den siebten Platz über 2000 m Hindernis belegte. Im Jahr darauf wurde sie bei den Crosslauf-Europameisterschaften 2011 in Velenje nach 14:29 min 47. im U20-Rennen und 2012 schied sie bei den Juniorenweltmeisterschaften in Barcelona mit 10:30,83 min im Vorlauf über 3000 m Hindernis aus. Im Dezember gelangte sie bei den Crosslauf-Europameisterschaften in Szentendre nach 15:07 min 54. im U20-Rennen. Im Jahr darauf belegte sie bei den U23-Europameisterschaften in Espoo in 10:38,89 min den zehnten Platz im Hindernislauf und im Dezember wurde sie bei den Crosslauf-Europameisterschaften in Belgrad nach 21:02 min 22. im U23-Rennen und bei den Crosslauf-Europameisterschaften 2014 in Samokow wurde sie nach 24:10 min 30. im U23-Rennen. 2015 belegte sie bei den U23-Europameisterschaften in Tallinn mit 10:00,07 min den neunten Platz im Hindernislauf und im Jahr darauf gelangte sie bei den Europameisterschaften in Amsterdam in 9:42,41 min den sechsten Platz, ehe sie bei den Olympischen Sommerspielen in Rio de Janeiro mit 10:14,08 min im Vorlauf ausschied. 2017 wurde sie wegen eines Dopingverstoßes gesperrt und beendete daraufhin ihre aktive sportliche Karriere.
In den Jahren 2013, 2015 und 2016 wurde Pusakowa belarussische Meisterin im 3000-Meter-Hindernislauf im Freien sowie von 2013 bis 2017 in der Halle. 

## Persönliche Bestleistungen
- 3000 Meter: 9:19,99 min, 18. Februar 2017 in Mahiljou
- 3000 m Hindernis: 9:42,91 min, 10. Juli 2016 in Amsterdam